# جنگل ملی اشلی
جنگل ملی اشلی (به انگلیسی: Ashley National Forest) یک جنگل ملی در آمریکا است.
مساحت این جنگل ۵۶۰۱ کیلومتر مربع است و در ایالت یوتا و وایومینگ گسترده‌است.